# Gay Games
Gay Games (ili originalno GayOlympicGames) su višesportska i kulturna manifestacija koja se održava svake četiri godine. Pokrenute su 1982. godine, po ideji Toma Waddella, američkog gay olimpijca, čiji su ciljevi bili promoviranje duha uključivanja i sudjelovanja. Igre su otvorene za natjecatelje, bez obzira na seksualnu orijentaciju. Kvalifikacije za sudjelovanje u natjecanju na Gay Games ne postoje. Organiziran je pod okriljem organizacije Federation of Gay Games.

## Povijest
Prve Gay Games održane su 1982. u San Franciscu s proračunom od 350.000 američkih dolara. Sudjelovalo je 1.350 natjecatelja u sedamnaest sportova. Cilj organizatora bio je stvaranje sportskog događaja koji će biti oslobođen homofobije.
Tom Waddell, amerikanac, liječnik i gay olimpijski desetobojac te osnivač Gay Gamesa, 1980. godine nazvao je događaj Gay Olympics po uzoru na Olimpijske igre, no već tri tjedna prije početka prvih igara podnesena je tužba kojom se zabranjuje uporaba tog imena. 
Međunarodni olimpijski odbor i Olimpijski odbor Sjedinjenih Američkih Država podnijeli su tužbu protiv organizatora Gay Gamesa, odnosno Gej igara pozivajući se na Zakon o amaterskim športovima iz 1978. koji Olimpijskom odboru Sjedinjenih Američkih Država daje pravo korištenja naslova Olympics u SAD. Branitelji su zastupali stav da je tužba podnesena zlonamjerno jer ista nije podnesena protiv Police Olimpics i Nebraska Rat Olympics, dok je naslov Special Olympics dobio dopusnicu. Ustanovljeno je da je tužba djelo homofobije. 
Drugi su, međutim navodili povijest borbe koju je Međunarodni olimpijski odbor vodio godinama s ciljem da se zaštiti ime Olimpijskih igara, te su tvrdili da tužba nije usmjerena protiv LGBT zajednice i da nije u pitanju diskriminacija.

## Športovi
Natjecateljski program Gej igara ograničen je na 30 sportova. FGG je sastavila listu od 22 osnovne discipline koje moraju biti prisutne u programu, dok grad domaćin bira još dodatnih 8 sportova, čime se upotpunjuje broj disciplina.
Obavezne discipline: Kuglanje, Badminton, Skokovi u vodu, Biciklizam, Golf, Hokej na ledu, Umjetničko klizanje, Dizanje utega, Squash, Racquetball, Ulične utrke (5 km, 10 km, Maraton i Polumaraton), Nogomet, Softball, Plivanje, Tenis, Atletika, Triatlon, Vaterpolo, Odbojka, Hrvanje.

## Domaćini i gradovi održavanja
- 1982. Gay Games San Francisco

Igre su održane od 28. kolovoza do 2. rujna 1982. Pjevačica Tina Turner nastupila je na ceremoniji otvaranja.
- 1986. Gay Games San Francisco

Održane su od 10. do 17. kolovoza, Jennifer Holliday i Jae Ross su bili istaknuti izvođači tijekom ceremonije zatvaranja.
- 1990. Gay Games Vancouver

Održane su od 04. do 11. kolovoza u Vancouveru. Oko 7.300 sportaša sudjelovalo je u 27 sportova, s još 1.500 kulturnih sudionika. Otvaranje i zatvaranje održalo se na stadionu BC Place (20 godina kasnije na istom mjestu održavaju se ceremonija otvaranja i svečano zatvaranje Zimskih olimpijskih igara 2010.). To su bile prve igre koje će se održati izvan Sjedinjenih Američkih Država, a koje se također pamte i po prva dva svjetska rekorda u plivanju.
Za događaja je zabilježen otpor društvenih i vjerskih konzervativaca i članova crkve Fraser Valley koji su prosvjedovali protiv održavanja Gej igara.

- 1994. Gay Games New York

Igre su održane od 18. do 25. lipnja te su se poklopile s 25-om godišnjicom pobune u Stonewall Innu.
- 1998. Gay Games Amsterdam

Održane od 01. do 8. kolovoza. Svečanosti otvaranja i zatvaranja održane su u Amsterdam Areni
- 2002. Gay Games Sydney

Igre su održane u Australiji, u Sydneyu, New South Wales, od 02. do 9. studenog.
Sydney je pobijedio na natječaju za domaćina igara. Kandidati su tada bili Montreal, Toronto, Long Beach / Los Angeles i Dallas.

- 2006. Gay Games Chicago

Gay Games VII su održane u Chicagu, Illinois, od 15. do 22. srpnja 2006.

- 2010. Gay Games Köln

16. ožujka 2005., FGG je najavio da su Köln, Johannesburg, i Pariz službeni kandidati za gradove Gay Games VIII u 2010. Köln je izabran na FGG godišnjem sastanku u Chicagu 14. studenog 2005.
Igre su održane od 31. srpnja do 6. kolovoza 2010.